# Earl’s Sluice
Der Earl’s Sluice ist ein unterirdischer Fluss in London, England. Er ist nach Robert, 1. Earl of Gloucester aus der Zeit Heinrich I. benannt. Er entsteht auf dem Denmark Hill im Ruskin Park. In South Bermondsey mündet der River Peck in ihn, bevor er an der Deptford Wharf in die Themse mündet.

## Verlauf

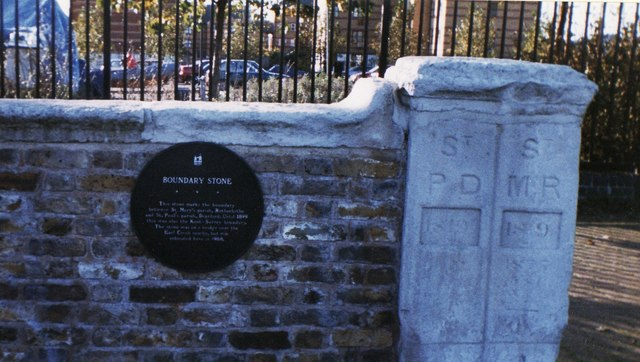
Umgesetzter ehemaliger Grenzstein von Kent und Surrey

Der Fluss stellt die Grenze zwischen den Pfarrbezirken St Mary’s in Rotherhithe und St Paul’s in Deptford dar. Bis 1889 war dies auch die Grenze zwischen Kent und Surrey.
Der Fluss verlief unter einer Brücke, über die die Old Kent Road führte. Hier gab es einen Pub Thomas à Watering, in dem die Pilger in Geoffrey Chaucers Canterbury Tales eine Rast einlegen und die erste Geschichte erzählt wird.